# Tralfamadore
 (avril 2020).
Si vous disposez d'ouvrages ou d'articles de référence ou si vous connaissez des sites web de qualité traitant du thème abordé ici, merci de compléter l'article en donnant les références utiles à sa vérifiabilité et en les liant à la section « Notes et références ».

Tralfamadore est la planète mère fictive de civilisations extraterrestres mentionnées dans plusieurs romans de l’écrivain américain Kurt Vonnegut. Les détails concernant les habitants de cette planète varient d’un roman à l’autre.

## Tralfamadore dans l'œuvre de Vonnegut
- Dans Les Sirènes de Titan, Tralfamadore est une planète située dans le Petit nuage de Magellan et abrite une civilisation de machines. L'une d'entre elles, Salo, est envoyée comme messager vers une galaxie lointaine. Mais une panne d'une pièce essentielle de son vaisseau l'oblige à s'arrêter sur Titan, une lune de Saturne, où il se lie d'amitié avec Winston Niles Rumfoord. Le mode d'existence de Rumfoord, affranchi des contraintes spatio-temporelles est comparable à celui des tralfamadoriens d'Abattoir 5, alors que Salo, quant-à-lui, semble évoluer sur une mode linéaire. La traduction du mot Tralfamadore donnée par Salo est à la fois “Nous tous” et “541”.
- Dans God Bless You, Mr. Rosewater, Tralfamadore est une planète extrasolaire hypothétique, utilisée dans un sens purement rhétorique dans le cadre d'une expérience de pensée.
- Dans Abattoir 5 ou la Croisade des enfants, Tralfamadore est le foyer d'êtres qui existent en tout temps simultanément, et ont donc accès à la connaissance des évènements à venir, notamment la destruction de l'univers par la main d'un pilote d'essais tralfamadorien. Ils enlèvent Billy Pilgrim, le protagoniste du roman pour l'enfermer dans un zoo sur Tralfamadore en compagnie de Montana Wildhack, une actrice de films pornographiques.
- Dans Abracadabra, le Tralfamadore est la plus proche planète où vont se rassembler d'anciennes créatures multi-dimensionnelles qui sont censées contrôler tous les aspects de la vie humaine y compris les affaires sociales et la politique. On dit que contrairement aux humains les véritables tralfamadoriens ont un sens de l'humour trop développé pour être influencés par ces êtres. Leurs exploits sont consignés dans Le Protocole des Sages de Tralfamadore (une référence explicite au Protocole des Sages de Sion), qui est publié périodiquement dans un magazine pornographique intitulé Black Garterbelt (le porte-jarretières noir). Bien que son auteur ne soit jamais nommé, le journal qui publie ses textes suggère qu'il pourrait s'agir de Kilgore Trout.
- Dans Timequake, Tralfamadore est mentionné brièvement comme le lieu de rencontre fantastique d'éléments chimiques anthropomorphes.

## Autres usages du mot
- Le groupe Madrugada a sorti en 2005 un album live intitulé Live at Tralfamadore.

- Le Tralfamadore Cafe (ou "The Tralf") est un club populaire de Buffalo, bien connu pour ses spectacles de jazz expérimental et de rock.